# Live Earth

„Live Earth“-Logo

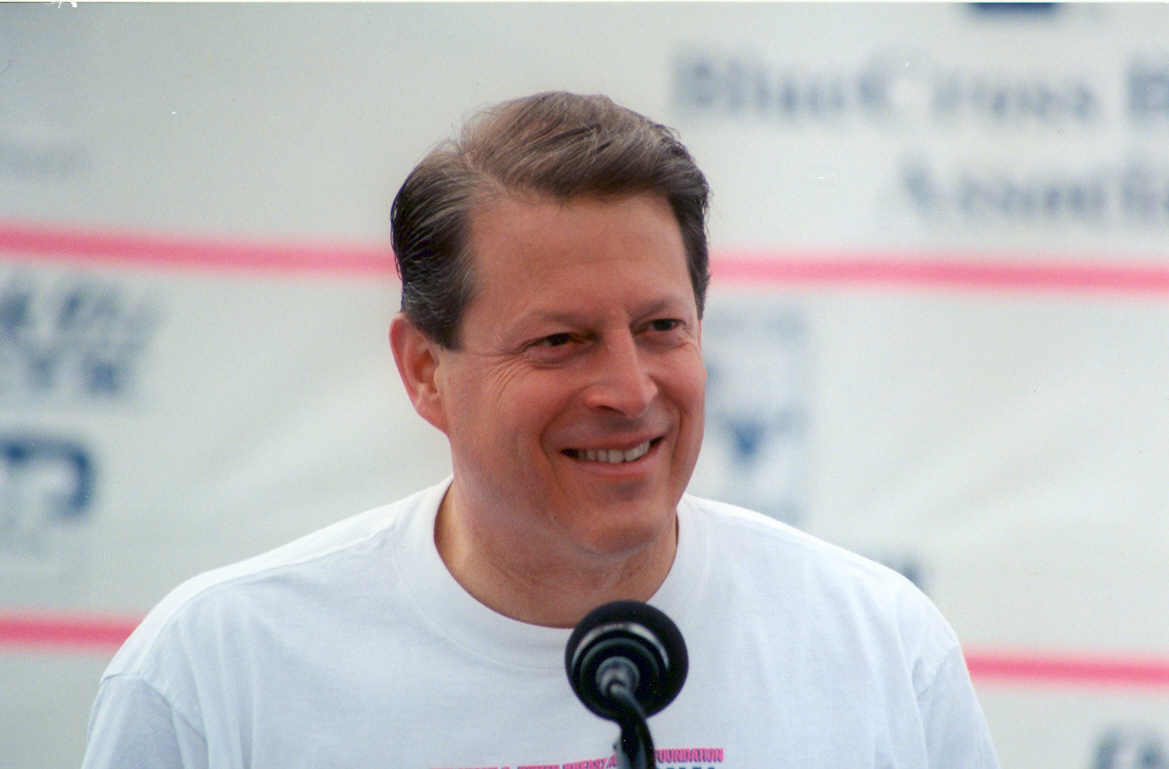
„Live Earth“-Initiator Al Gore

Live Earth war eine weltumspannende Konzertreihe, die nach dem Vorbild von Live Aid und Live 8 am 7. Juli 2007 auf allen sieben Kontinenten insgesamt 24 Stunden lang stattfand. Sie wurde damit zur bis dahin größten Benefiz- und Musikveranstaltung der Geschichte. Ins Leben gerufen wurde das Projekt vom ehemaligen US-Vizepräsidenten und Umweltaktivisten Al Gore und vom Musikproduzenten Kevin Wall, die damit auf die globale Erwärmung und die von Wall gegründete Klimaschutz-Allianz Save Our Selves (SOS) aufmerksam machen wollten. SOS trat als Dachorganisation der Veranstaltung auf und wollte mit den Erlösen eine Stiftung für den Klimaschutz einrichten. Außerdem sollte die Konzertreihe die Menschen weltweit dazu bringen, den Ausstoß an klimaschädlichem Kohlendioxid bis zum Jahr 2050 um 90 Prozent zu senken. Der Emmy-Preisträger Wall fungierte, wie schon im Jahr 2005 bei den Live-8-Veranstaltungen, mit seiner Firma Control Room als Produzent.

## Die Veranstaltungsorte
Bei den meisten großen Konzerten mussten die Zuschauer Eintritt bezahlen. Nur an der Copacabana und in Washington D.C. gab es kostenlosen Zutritt. Die Konzerte in Kyōto, wo 1997 das nach der Stadt benannte Klimaschutz-Protokoll unterzeichnet wurde, und in der Antarktis waren nicht öffentlich zugänglich.
| Kontinent   | Veranstaltungsort                                  | Stadt            | Land           | Beginn (MESZ) |
| ----------- | -------------------------------------------------- | ---------------- | -------------- | ------------- |
| Ozeanien    | Sydney Football Stadium                            | Sydney           | Australien     | 03:10 Uhr     |
| Asien       | Makuhari Messe                                     | Chiba            | Japan          | 05:00 Uhr     |
| Asien       | Oriental Pearl Tower                               | Shanghai         | China          | 13:00 Uhr     |
| Europa      | Volksparkstadion                                   | Hamburg          | Deutschland    | 14:00 Uhr     |
| Europa      | Wembley-Stadion                                    | London           | Großbritannien | 14:30 Uhr     |
| Asien       | Tempel Tō-ji                                       | Kyōto            | Japan          | 16:00 Uhr     |
| Nordamerika | Smithsonian National Museum of the American Indian | Washington, D.C. | USA            | 16:30 Uhr     |
| Afrika      | Coca Cola Dome                                     | Randburg         | Südafrika      | 18:00 Uhr     |
| Nordamerika | Giants Stadium                                     | East Rutherford  | USA            | 20:30 Uhr     |
| Südamerika  | Copacabana                                         | Rio de Janeiro   | Brasilien      | 21:00 Uhr     |
| Antarktika  | Rothera-Station                                    | Adelaide-Insel   | Antarktis      | Aufzeichnung  |

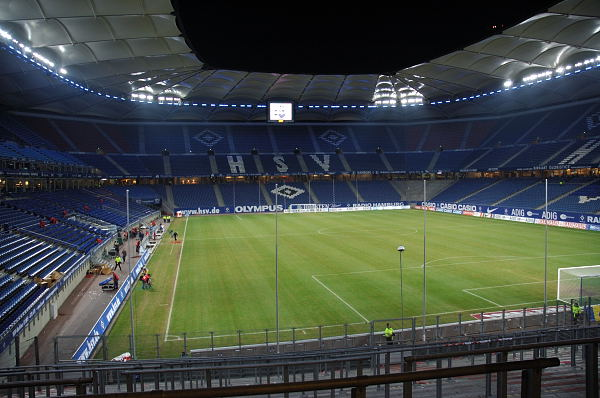
Volksparkstadion
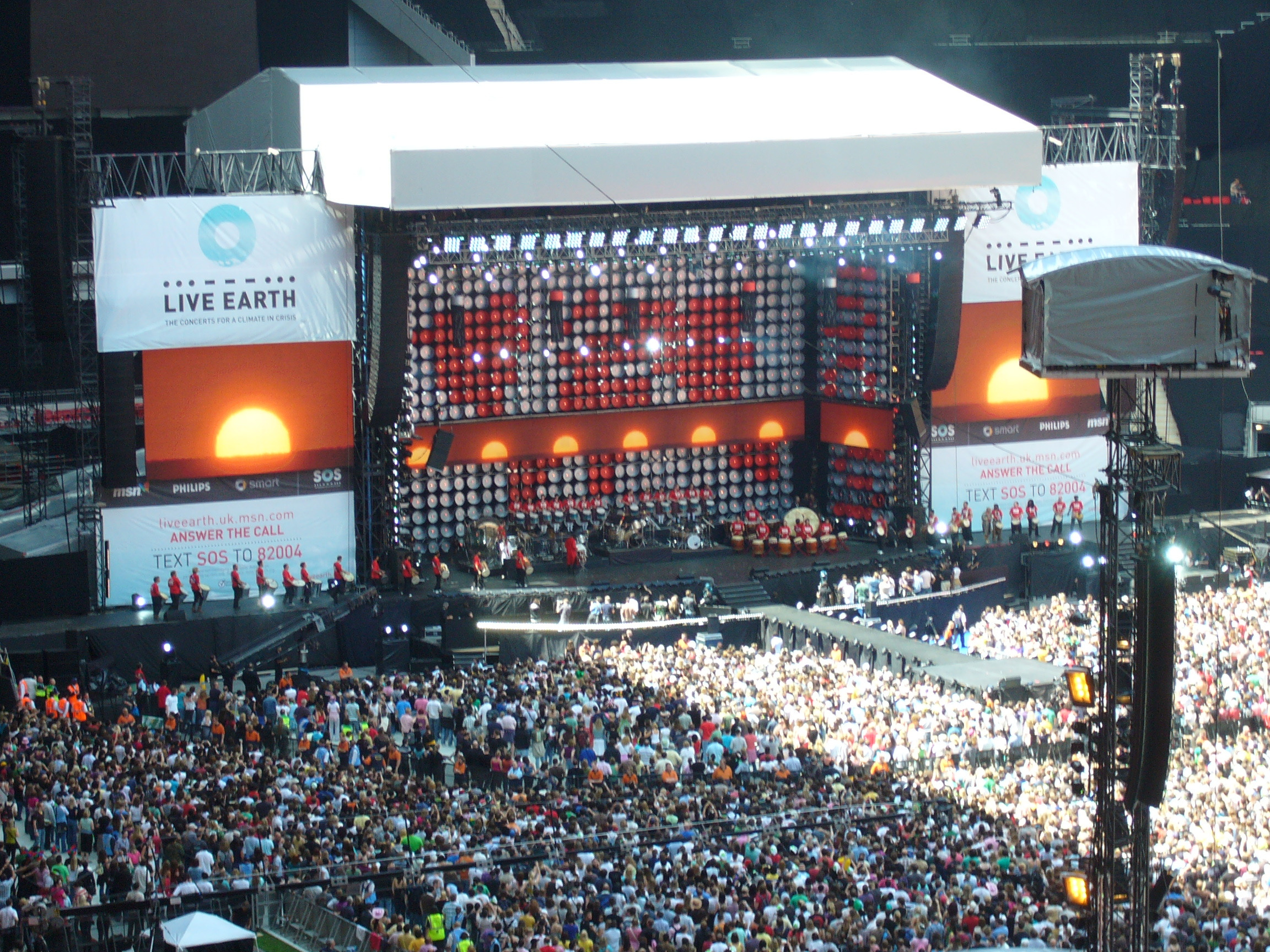
Wembley-Stadion
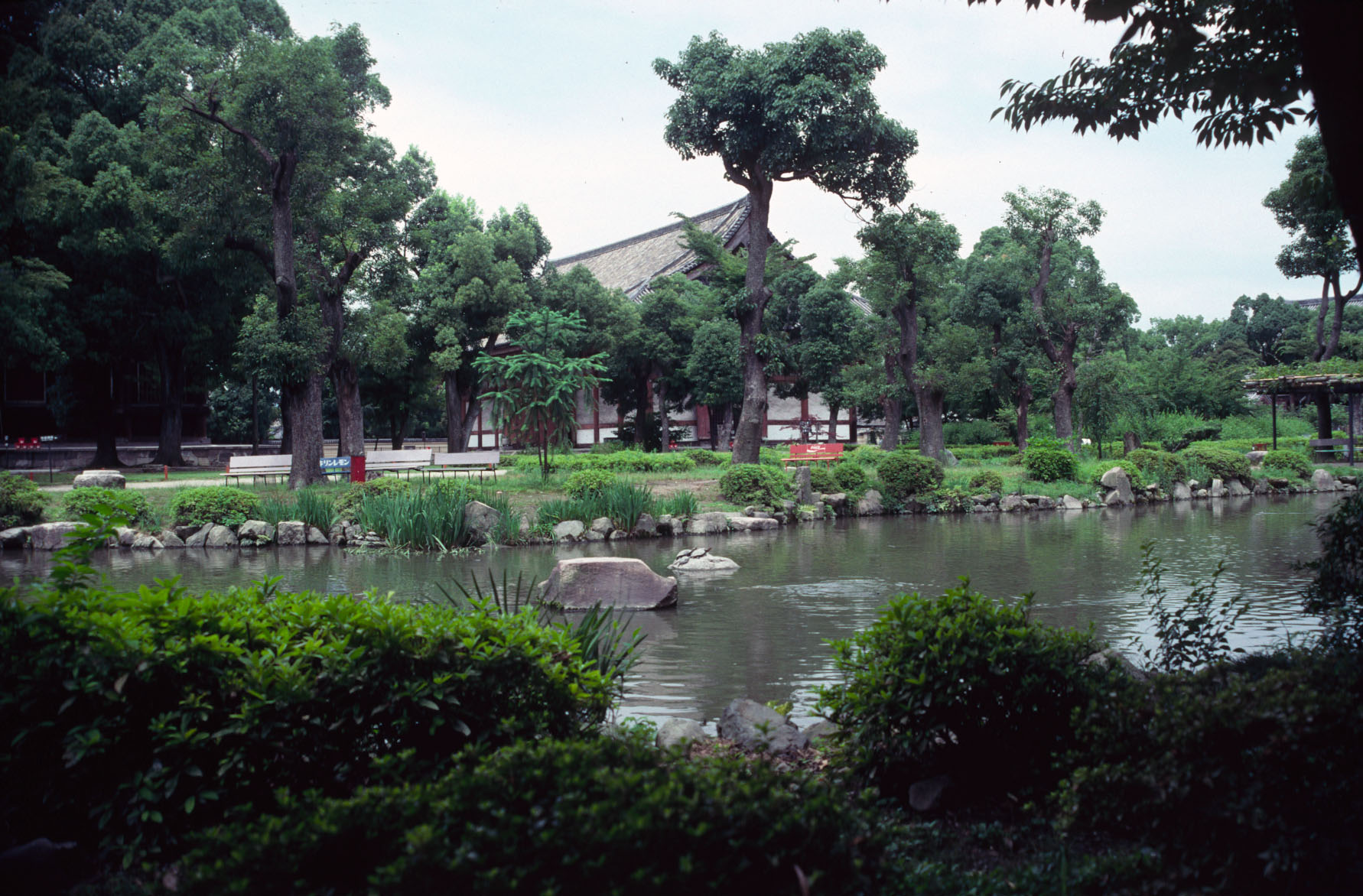
Tempel Tō-ji
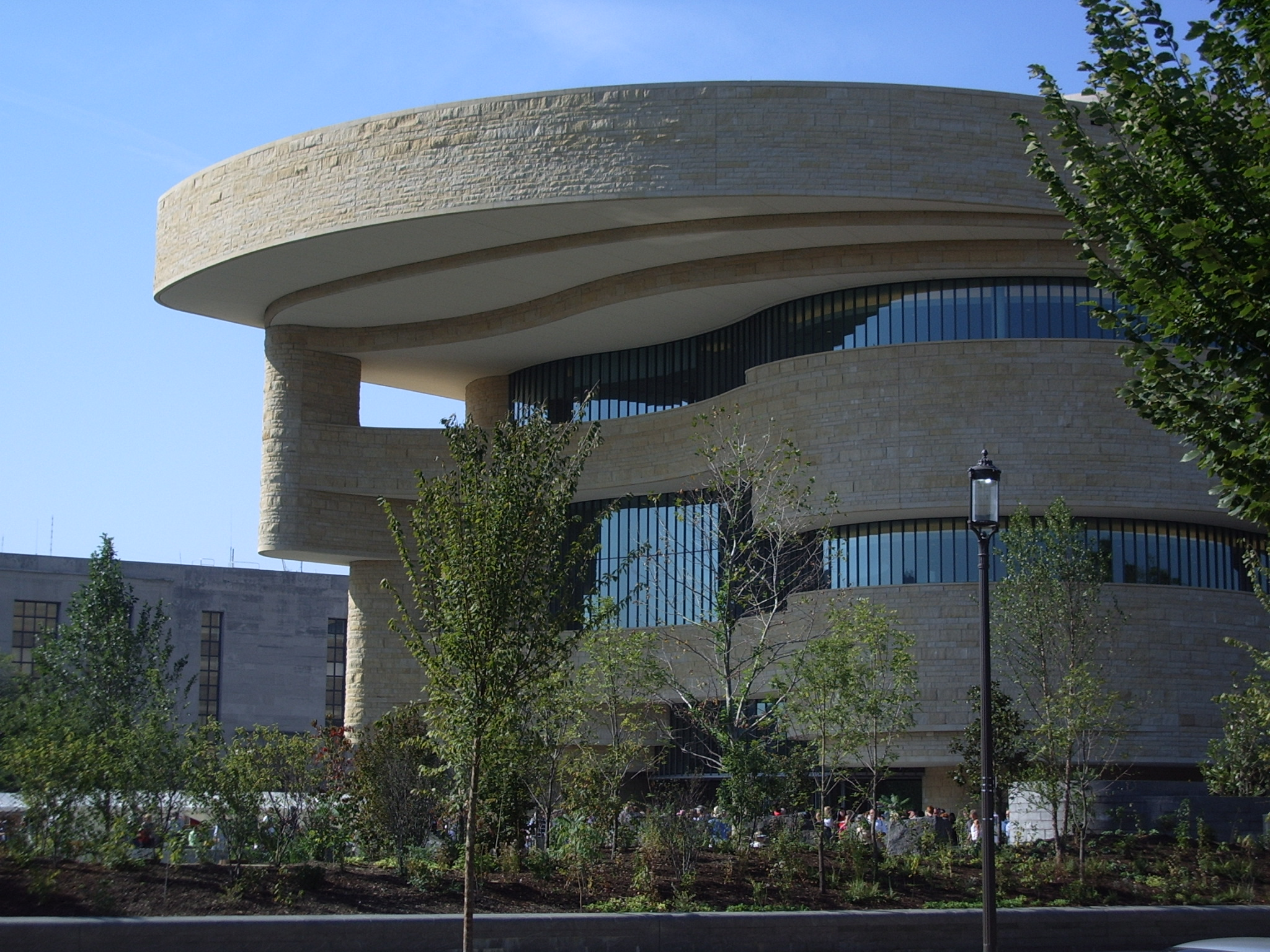
National Museum of the American Indian
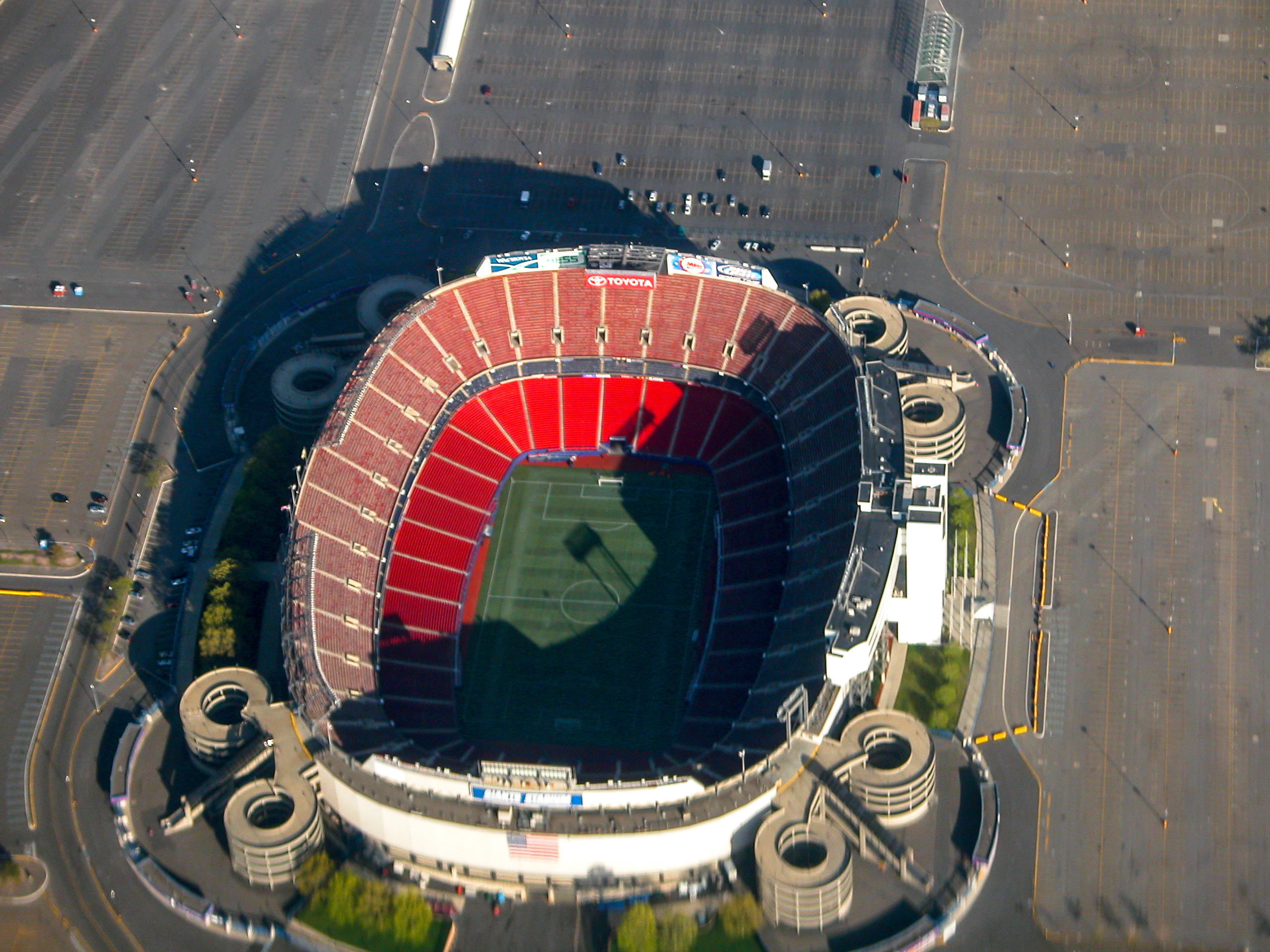
Giants Stadium
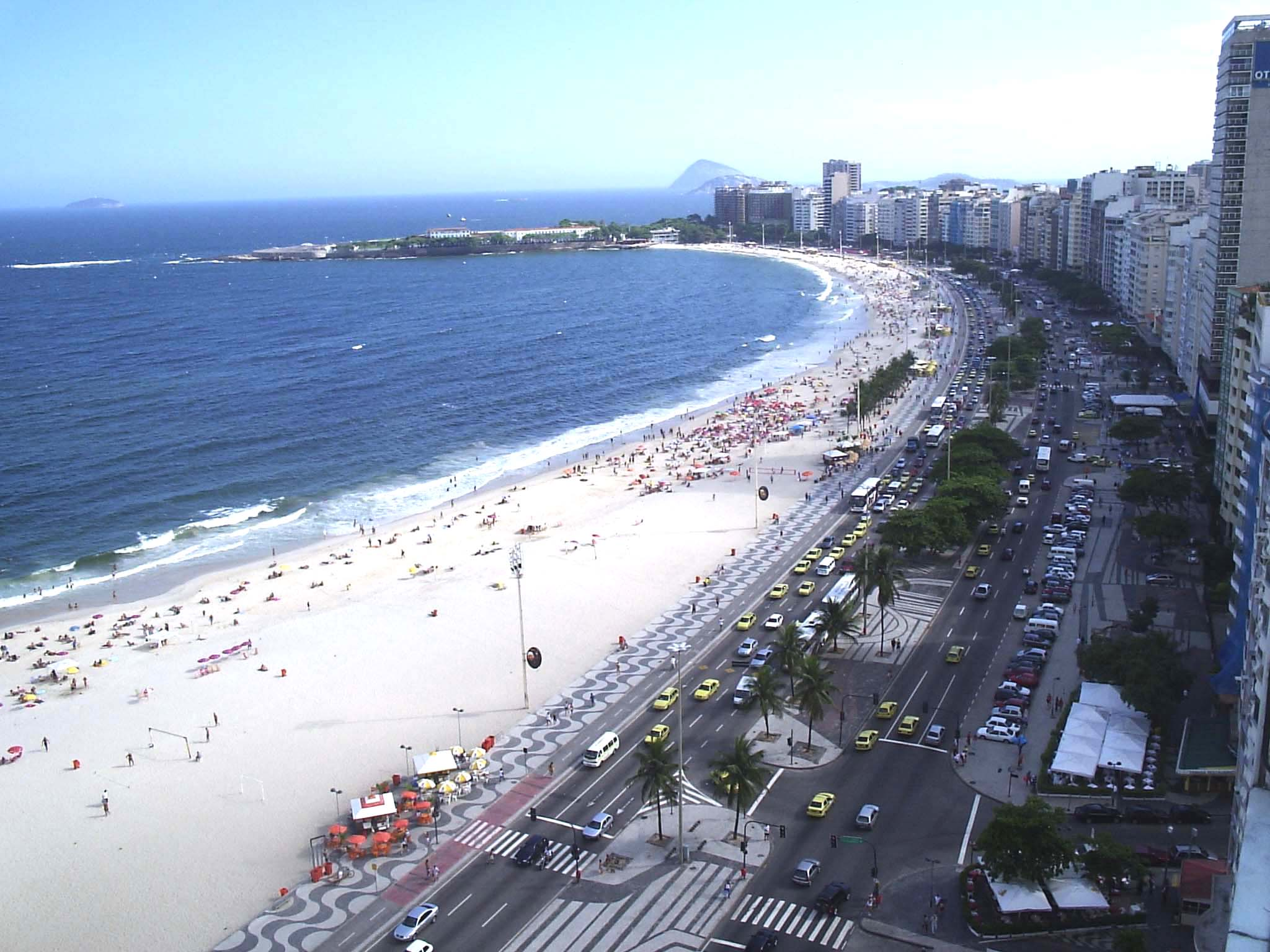
Copacabana

Außerdem war eine Veranstaltung in Istanbul (Türkei) geplant, die allerdings bereits im Juni mangels Interesse und Sponsoren abgesagt wurde.
Unter dem Motto Friends of Live Earth gab es ebenfalls am 7. Juli über 10.000 kleinere Satellitenveranstaltungen in rund 130 Ländern; vom Konzert bis zum öffentlichen Public Viewing. Dafür stellte Live Earth 22 Stunden lang ein weltweit verbreitetes und werbefreies TV-Signal zur Verfügung.

## Medien, Eintrittskarten und Sponsoren
Al Gore erklärte bei der Vorstellung des Projekts am 15. Februar 2007 in Los Angeles, dass man für die Konzerte mit insgesamt rund einer Million Besuchern rechne und etwa zwei Milliarden Zuschauer und Zuhörer in 120 Ländern über die verschiedenen Medien erreichen wolle. Im April begann der Vorverkauf der Eintrittskarten. Am 12. Mai 2007 erklärte Al Gore, dass das Gratis-Konzert an der brasilianischen Copacabana, gemessen an den Zuschauerzahlen, die größte Veranstaltung des Tages sein werde. Allein hier erwartete er mindestens eine Million Besucher, wodurch sich die erste Schätzung der weltweiten Zuschauerzahlen auf etwa zwei Millionen verdoppeln würde. Die örtlichen Veranstalter erwarteten rund 700.000 Zuschauer, mussten aber Anfang Juli eine kurzfristige Absage des Konzertes befürchten. Eine Richterin in Rio de Janeiro hatte die Veranstaltung zuerst wegen Sicherheits- und Umweltschutzbedenken untersagt, dieses Verbot aber kurz darauf nach Rücksprache mit der Polizei wieder aufgehoben. Die offizielle Zuschauerzahl wurde nach Ende des Konzerts mit rund 400.000 angegeben.
Der Medienkonzern Microsoft agierte als Hauptsponsor und verbreitete die Konzerte über einen Live-Stream seines Internetdienstes MSN. Weitere Sponsoren waren die US-Firma PepsiCo, eBay und Philips. Der Elektrokonzern vereinbarte eine längerfristige Partnerschaft mit dem Aktionsbündnis. Smart übernahm den Shuttle-Service und sponserte das Konzert in Deutschland, während Chevrolet den offiziellen englischsprachigen „Live Earth“-Internetauftritts bei msn.com präsentierte. Kritiker bemängelten insbesondere die starke Verknüpfung des Umweltschutzgedankens mit kommerziellen Interessen.
Am 17. Mai 2007 veröffentlichte Madonna den ersten offiziellen Live-Earth-Song „Hey You“ als Download. Sie sang den Titel am 7. Juli im Londoner Wembley-Stadion. Für jeden der ersten Million Downloads – in der ersten Woche gratis – versprach MSN, 25 US-Cents an die Alliance for Climate Protection zu spenden. Kritiker bemängelten, dass die Stars selbst zu viel Energie verbrauchen. So betrage die monatliche Rechnung für den Strom auf Al Gores Anwesen 1.300 US-Dollar, den er allerdings vollständig aus erneuerbaren Energien bezieht.

## Live Earth in Deutschland
Am 24. Mai startete der Vorverkauf für das Konzert in Hamburg. Die Ticketpreise zwischen 47 und 57 Euro beinhalteten nach Angaben der Verkaufsagentur eine CO2-Abgabe von 0,30 Euro. Mit dieser Abgabe sollen Baumpflanzungen auf der südlichen Hemisphäre als Ausgleich für den durch das Konzert verursachten CO2-Ausstoß finanziert werden.
Die Sender ProSieben und N24 übertrugen die Konzerte live im Fernsehen. Während der Nachrichtensender rund um die Uhr von der Veranstaltung berichtete, begann ProSieben die Übertragung um 17:30 Uhr und zeigte um 20:15 Uhr Al Gores Dokumentarfilm Eine unbequeme Wahrheit sowie eine Spezialausgabe des Wissenschaftsmagazins Galileo zum Klimawandel. Die Rechte für die Radioübertragung lagen bei den ARD-Landesrundfunkanstalten.
Shakira eröffnete das Konzert in Hamburg, weshalb der für 15:00 Uhr vorgesehene Veranstaltungsbeginn auf 14:00 Uhr vorverlegt wurde. Yusuf Islam (ehemals Cat Stevens) hatte um etwa 23:00 Uhr den letzten Auftritt des Tages. Präsentiert wurde die Veranstaltung von der Boulevardzeitung Bild. Wenige Tage vor der Veranstaltung war nur rund die Hälfte der 45.000 Eintrittskarten verkauft; bei regnerischem Wetter wurden dann am 7. Juli etwa 29.000 zahlende Besucher registriert. Die Veranstaltung endete deshalb mit einem Verlust von 950.000 Euro, der von der staatlichen Gesellschaft „Hamburg Marketing“ gedeckt werden muss.

## Live Earth in Antarktika

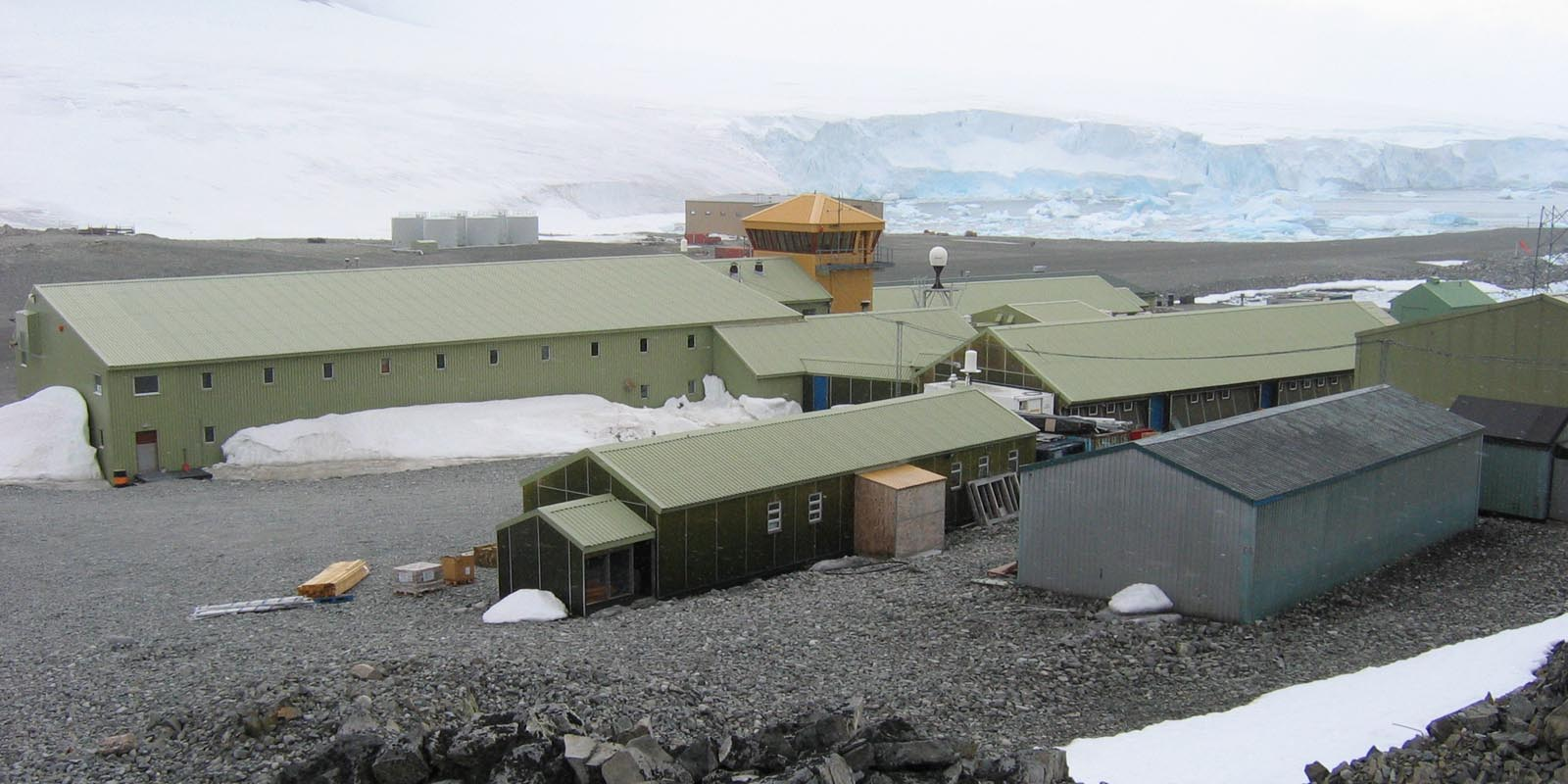
Auf der britischen Rothera-Station wurde das Antarktis-„Konzert“ von Live Earth aufgezeichnet

Damit die Konzertreihe tatsächlich, wie von den Veranstaltern angekündigt, „auf allen sieben Kontinenten“ stattfinden konnte, musste noch ein Konzert in Antarktika organisiert werden. Dies wurde auch ursprünglich angekündigt, konnte aber nicht in der geplanten Form realisiert werden. Al Gore hatte ohne Kenntnis der regionalen Flugbedingungen angeregt, einen international bekannten Star oder eine Band für einen Auftritt auf die Antarktische Halbinsel einfliegen zu lassen. Starts und Landungen sind aber wegen des antarktischen Winters im Juli dort nicht möglich. Es wäre entgegen den offiziellen Live-Earth-Angaben auch nicht das erste Rock-Konzert in der Geschichte des 7. Kontinentes gewesen: In der McMurdo-Station findet seit den 1990er-Jahren jährlich das Musikfestival „Icestock“ statt. Auf Anregung der British Antarctic Survey fand stattdessen in sehr kleinem Rahmen ein Konzert der Hausband Nunatak in der britischen Rothera-Station mit den Songs How many people und Would you do it all again? statt, die als Video aufgezeichnet und am 7. Juli mehrmals weltweit gesendet wurden. Die Formation besteht aus fünf ohnehin anwesenden Wissenschaftlern der Station, deren Musikstil als „Indie-Rock-Folk-Fusion“ bezeichnet wird. Die maximale Zuschauerzahl war schon vor dem Konzert bekannt: Da die Winterbesatzung der Station nur aus 22 Personen besteht, konnten es abzüglich der Musiker höchstens 17 sein.

## Teilnehmende Künstler
Über 150 der weltweit bekanntesten Künstler waren eingeladen worden, ohne Gage aufzutreten. Die Übersicht gibt – jeweils alphabetisch sortiert – ausschließlich die Interpreten und Bands der offiziellen „Live Earth“-Konzerte an.

### Konzerte
| Sydney | Asien | Hamburg | London | Randburg | USA | Rio de Janeiro |
| --- | --- | --- | --- | --- | --- | --- |
| Künstler - Blue King Brown - John Butler Trio - Toni Collette & the Finish - Crowded House - Eskimo Joe - Ghostwriters - Missy Higgins - Jack Johnson - Paul Kelly mit Kev Carmody, Missy Higgins und John Butler - Sneaky Sound System - Wolfmother Moderatoren: - Angela Bishop - Tim "Rosso" Ross - Adam Spencer - Jimmy Barnes - Hamish and Andy - Richard Wilkins - Ian Thorpe - James Mathieson - Michael Chugg - Peter Garrett | Chiba - AI - Abingdon Boys School - Ayaka - Cocco - Linkin Park - Kumi Koda - Ai Ōtsuka - Rihanna - RIZE - Genki Rockets - Xzibit Shanghai - 12 Girls Band - Sarah Brightman - Eason Chan - Evonne Hsu - Huang Xiaoming - Winnie Shin - Soler - Anthony Wong - Joey Yung Kyōto - Michael Nyman - Bonnie Pink - Rip Slyme - UA - Yellow Magic Orchestra | Künstler: - Roger Cicero - Chris Cornell - Jan Delay mit Das Bo - Samy Deluxe - Stefan Gwildis - Enrique Iglesias - Cat Stevens - Juli - Lotto King Karl - Mando Diao - Maria Mena - Marquess - MIA. - Katie Melua - Michael Mittermeier - Reamonn mit Rhythms del Mundo/Buena Vista Social Club - Revolverheld - Sasha - Shakira mit Gustavo Cerati - Silbermond - Snoop Dogg Moderatoren: - Katarina Witt - Nova Meierhenrich - Holger Ponik - Andreas Kuhlage - Elton - Tim Mälzer - Oli.P - Gülcan Kamps - Michael Mittermeier - Simon Gosejohann - Eberhard Brandes (Geschäftsführer, WWF Deutschland) - Charlotte Engelhardt | Künstler: - Beastie Boys - The Black Eyed Peas - Bloc Party - James Blunt - Duran Duran - Foo Fighters - Genesis - David Gray - Kasabian - Keane - Ray LaMontagne - John Legend - Madonna mit Eugene Hütz und Sergey Ryabtsev von Gogol Bordello - Metallica - Terra Naomi - Paolo Nutini - Pussycat Dolls - Corinne Bailey Rae - Razorlight - The Red Hot Chili Peppers - SOS All Stars - Damien Rice - Snow Patrol - Spinal Tap Moderatoren: - Jamie Oliver - Chris Moyles - Eddie Izzard - Alan Carr - Gerard Butler - Thandie Newton - June Sarpong - Geri Halliwell - Chris Rock - Neve Campbell - Kyle MacLachlan - Ashok Sinha - Ioan Gruffudd - Russell Brand - Ricky Gervais - Rob Reiner (als "Marti Di Bergi") - David Tennant - Miranda Richardson - Kevin Wall - Terence Stamp | Künstler: - Danny K - Angélique Kidjo - Baaba Maal - Vusi Mahlasela - The Parlotones - Soweto Gospel Choir - Joss Stone - UB40 - Zola Moderatoren: - Naomi Campbell - DJ Suga - Pauly Shore - Kumi Naidoo - Amy Spriggs (Umweltexpertin) | East Rutherford Künstler: - AFI - Akon - Bon Jovi - Kelly Clarkson - Sheryl Crow - Melissa Etheridge - Fall Out Boy - Faith Hill & Tim McGraw - Kenna - Alicia Keys - Ludacris - Dave Matthews Band - John Mayer - The Police mit John Mayer und Kanye West - Taking Back Sunday - The Smashing Pumpkins - KT Tunstall - Keith Urban mit Alicia Keys - Roger Waters - Kanye West Moderatoren: - Kevin Bacon - Dhani Jones - Leonardo DiCaprio - Al Gore - Petra Němcová - David De Rothschild - Zach Braff - Randy Jackson - Rachel Weisz - Jane Goodall - Abigail und Spencer Breslin - Rosario Dawson - Robert F. Kennedy Jr. - Cameron Diaz - Alec Baldwin - James E. Hansen - Tipper Gore Washington Künstler: - Blues Nation - Garth Brooks - Iyanka Cooray featuring Hasula Prematilake - Kim Richey - Native Roots - Yarina - Trisha Yearwood Moderatoren: - Tim Johnson - Henrietta Mann - Katsi Cook - Al Gore - Daniel Wildcat | Künstler: - Xuxa - Jota Quest - MV Bill - DJ Dennis - Marcelo D2 & Alcione - Pharrell - DJ Janet - O Rappa - Macy Gray - Banda Zambe - Jorge Ben Jor mit Cidade Maravilhosa - Lenny Kravitz Moderatoren: - Guta Stressar - Edgar |

### Videobotschaften
Zwischen den Auftritten der verschiedenen Bands und Redner wurden immer wieder Videobotschaften (sogenannte Public Service Announcements, kurz PSA) verschiedener Prominenter gezeigt. Solche Botschaften gab es unter anderem von Will Ferrell, Naomi Campbell, Jessica Biel, Ken Watanabe, Josh Lucas, Robert Patrick, Julia Louis-Dreyfus, Cameron Diaz, Anna Friel, Jennifer Garner, Pierce Brosnan, Emily Blunt, Holly Hunter, Penélope Cruz, Chris Rock und Jason Biggs.